# 1408
سنة 1408 هي سنة كبيسة بدأت يوم الأحد حسب التقويم اليولياني.

## أحداث
- تأسيس مدينة بيندر، مولدوفيا وتقع حاليا في مولدوفا.

## مواليد
- جيمس كينيدي

## وفيات
- 24 مايو - تايجو ملك جوسون, حاكم كوريا (ولد في 1335).
- 31 مايو - أشيكاغا يوشي-ميتسو (ولد 1408)
- جنرال جونغجي